# Березовка (Красночетайський район)
Бере́зовка (рос. Берёзовка, чув. Ут Тапăрь) — присілок у Чувашії Російської Федерації, у складі Атнарського сільського поселення Красночетайського району.
Населення — 132 особи (2010; 104 в 2002, 135 в 1979, 206 в 1939, 125 в 1927). Національний склад — чуваші, росіяни.
Національний склад (2002):
- чуваші — 97 %

## Історія
Засновано 1928 року як колгосп «Шлях соціалізму» (Ут-Табор), сучасна назва з 31 січня 1952 року. Офіційно затверджене 1930 року. Селяни займались землеробством, тваринництвом. До 1962 року присілок входив до складу Шумерлинського, 1965 року переданий до складу Красночетайського району.

## Господарство
У присілку діють, фельдшерсько-акушерський пункт, клуб, стадіон та магазин.